# Memorial Cup 2016
Der Memorial Cup 2016 war die 98. Ausgabe des gleichnamigen Turniers, des Finalturniers der Canadian Hockey League. Teilnehmende Mannschaften waren als Meister ihrer jeweiligen Ligen die London Knights (Ontario Hockey League), die Rouyn-Noranda Huskies (Ligue de hockey junior majeur du Québec) und die Brandon Wheat Kings (Western Hockey League). Die Red Deer Rebels aus der Western Hockey League waren als Gastgeber automatisch qualifiziert. Das Turnier fand vom 20. bis 29. Mai im ENMAX Centrium in Red Deer, Alberta statt.
Die London Knights gewannen mit ihrem Finalsieg über die Rouyn-Noranda Huskies ihren zweiten Memorial Cup.

## Ergebnisse

### Gruppenphase
| 20. Mai 2016 18:00 Uhr (Ortszeit) | Red Deer Rebels Luke Philp (39:45) Adam Helewka (49:35) | 2:6 (0:3, 1:3, 1:0) Spielbericht | London Knights Aaron Berisha (13:51) Christian Dvorak (16:39) Christian Dvorak (18:31) Mitchell Marner (33:04) Victor Mete (36:59) Mitchell Marner (38:45) | ENMAX Centrium, Red Deer, Alberta Zuschauer: 7.292 |

| 21. Mai 2016 17:00 Uhr | Brandon Wheat Kings Reid Duke (2:44) Tyler Coulter (48:07) John Quenneville (52:14) | 3:5 (1:3, 0:2, 2:0) Spielbericht | Rouyn-Noranda Huskies A. J. Greer (14:06) Gabriel Fontaine (18:33) Timo Meier (19:36) Philippe Myers (33:29) Timo Meier (37:10) | ENMAX Centrium, Red Deer, Alberta Zuschauer: 7.267 |

| 22. Mai 2016 17:00 Uhr | Red Deer Rebels Evan Polei (11:07) Adam Helewka (20:40) Jake DeBrusk (24:46) Adam Helewka (28:50) Haydn Fleury (56:56) | 5:2 (1:2, 3:0, 1:0) Spielbericht | Rouyn-Noranda Huskies Timo Meier (4:17) Julien Nantel (8:00) | ENMAX Centrium, Red Deer, Alberta Zuschauer: 7.377 |

| 23. Mai 2016 18:00 Uhr | Brandon Wheat Kings Stelio Mattheos (26:26) | 1:9 (0:4, 1:3, 0:2) Spielbericht | London Knights Christian Dvorak (4:35) Cliff Pu (7:50) Aaron Berisha (14:36) Matthew Tkachuk (19:29) J. J. Piccinich (24:30) Christian Dvorak (30:51) Max Jones (38:16) Christian Dvorak (40:43) Daniel Bernhardt (42:44) | ENMAX Centrium, Red Deer, Alberta Zuschauer: 7.360 |

| 24. Mai 2016 20:00 Uhr | Rouyn-Noranda Huskies Timo Meier (30:04) Timo Meier (47:59) | 2:5 (0:2, 1:1, 1:2) Spielbericht | London Knights J. J. Piccinich (6:06) Matthew Tkachuk (17:43) Max Jones (37:28) Christian Dvorak (46:20) Matthew Tkachuk (48:29) | ENMAX Centrium, Red Deer, Alberta Zuschauer: 7.181 |

| 25. Mai 2016 18:00 Uhr | Red Deer Rebels Adam Musil (54:55) Evan Polei (63:50) | 2:1 n. V. (0:0, 0:1, 1:0, 1:0) Spielbericht | Brandon Wheat Kings Tim McGauley (31:26) | ENMAX Centrium, Red Deer, Alberta Zuschauer: 7.327 |

### Abschlusstabelle
Abkürzungen: Pl. = Platz, Sp. = Spiele, S = Siege, N = Niederlagen, Pkt. = Punkte, Diff. = Tordifferenz

Erläuterungen: Qualifiziert für das Finale, Qualifiziert für das Halbfinale
| Pl. |                                                                 | Sp. | S | N | Pkt. | Tore  | Diff. |
| 1.  | London Knights (Ontario Hockey League)                          | 3   | 3 | 0 | 6    | 20:05 | +15   |
| 2.  | Red Deer Rebels (Gastgeber; Western Hockey League)              | 3   | 2 | 1 | 4    | 09:09 | ±0    |
| 3.  | Rouyn-Noranda Huskies (Ligue de hockey junior majeur du Québec) | 3   | 1 | 2 | 2    | 09:13 | −4    |
| 4.  | Brandon Wheat Kings (Western Hockey League)                     | 3   | 0 | 3 | 0    | 05:16 | −11   |

### Halbfinale
| 27. Mai 2016 18:00 Uhr | Rouyn-Noranda Huskies Francis Perron (10:51) Mārtiņš Dzierkals (11:58) Nikolas Brouillard (25:04) | 3:1 (2:0, 1:1, 0:0) Spielbericht | Red Deer Rebels Luke Philp (33:34) | ENMAX Centrium, Red Deer, Alberta Zuschauer: 7.562 |

### Finale
| 29. Mai 2016 14:30 Uhr | Rouyn-Noranda Huskies Francis Perron (29:34) Julien Nantel (49:13) | 2:3 n. V. (0:0, 1:1, 1:1, 0:1) Spielbericht | London Knights Matthew Tkachuk (29:19) Christian Dvorak (55:49) Matthew Tkachuk (67:49) | ENMAX Centrium, Red Deer, Alberta Zuschauer: 7.384 |

### Memorial-Cup-Sieger
| Memorial-Cup-Sieger London Knights | Torhüter: Brendan Burke, Tyler Parsons, Emanuel Vella Verteidiger: Ian Blacker, Evan Bouchard, Brandon Crawley, Jacob Graves, Aiden Jamieson, Olli Juolevi, Chris Martenet, Nicolas Mattinen, Victor Mete Angreifer: Aaron Berisha, Daniel Bernhardt, Christian Dvorak, Chad Heffernan, Max Jones, Owen MacDonald, Mitchell Marner, Sam Miletic, J. J. Piccinich, Cliff Pu, Kole Sherwood, Robert Thomas, Matthew Tkachuk, Chandler Yakimowicz Cheftrainer: Dale Hunter |

## Statistiken

### Beste Scorer

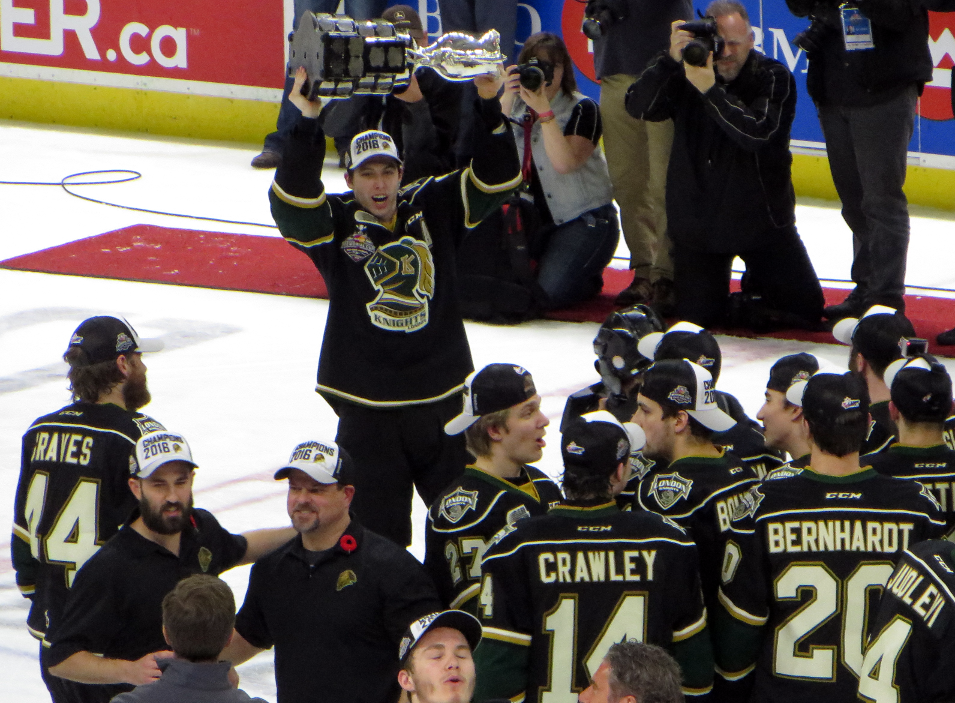
Londons Kapitän Mitchell Marner mit dem Memorial Cup

Abkürzungen: GP = Spiele, G = Tore, A = Assists, Pts = Punkte, PIM = Strafminuten
Fett: Bestwert
| Spieler          | Team          | GP | G | A  | Pts | PIM |
| ---------------- | ------------- | -- | - | -- | --- | --- |
| Mitchell Marner  | London        | 4  | 2 | 12 | 14  | 4   |
| Christian Dvorak | London        | 4  | 7 | 5  | 12  | 0   |
| Matthew Tkachuk  | London        | 4  | 5 | 3  | 8   | 4   |
| Timo Meier       | Rouyn-Noranda | 5  | 5 | 3  | 8   | 6   |
| Francis Perron   | Rouyn-Noranda | 5  | 2 | 6  | 8   | 0   |
| Olli Juolevi     | London        | 4  | 0 | 7  | 7   | 4   |
| Haydn Fleury     | Red Deer      | 4  | 1 | 4  | 5   | 4   |
| Adam Helewka     | Red Deer      | 4  | 3 | 1  | 4   | 0   |
| Aaron Berisha    | London        | 4  | 2 | 2  | 4   | 0   |
| Max Jones        | London        | 4  | 2 | 2  | 4   | 8   |

### Beste Torhüter
Abkürzungen: GP = Spiele, W = Siege, L = Niederlagen, SA = Schüsse aufs Tor, GA = Gegentore, SO = Shutouts, GAA = Gegentorschnitt, Sv% = gehaltene Schüsse (in %), SO = Shutouts, TOI = Eiszeit (in Minuten)
Fett: Bestwert; Sortiert nach bestem Gegentorschnitt.
| Spieler        | Team          | GP | W | L | SA  | GA | GAA  | Sv%  | SO | TOI |
| -------------- | ------------- | -- | - | - | --- | -- | ---- | ---- | -- | --- |
| Tyler Parsons  | London        | 4  | 4 | 0 | 120 | 7  | 1,78 | 94,2 | 0  | 235 |
| Rylan Toth     | Red Deer      | 4  | 2 | 2 | 121 | 12 | 2,99 | 90,1 | 0  | 241 |
| Chase Marchand | Rouyn-Noranda | 5  | 2 | 3 | 173 | 16 | 3,13 | 90,8 | 0  | 307 |
| Jordan Papirny | Brandon       | 3  | 0 | 3 | 87  | 14 | 5,16 | 83,9 | 0  | 163 |

## Auszeichnungen

### Spielertrophäen
| Auszeichnung                                           | Spieler         | Team                  |
| ------------------------------------------------------ | --------------- | --------------------- |
| Stafford Smythe Memorial Trophy (Wertvollster Spieler) | Mitchell Marner | London Knights        |
| Ed Chynoweth Trophy (Bester Scorer)                    | Mitchell Marner | London Knights        |
| George Parsons Trophy (Fairster Spieler)               | Francis Perron  | Rouyn-Noranda Huskies |
| Hap Emms Memorial Trophy (Bester Torhüter)             | Tyler Parsons   | London Knights        |

### All-Star-Team
| Angriff:      | Christian Dvorak – Mitchell Marner – Timo Meier |
| Verteidigung: | Haydn Fleury – Olli Juolevi                     |
| Tor:          | Tyler Parsons                                   |